# Anampses neoguinaicus
Espèce
Statut de conservation UICN

 LC  : Préoccupation mineure
Anampses neoguinaicus est un poisson Labridae de l'océan pacifique occidental.

## Référence
- Bleeker : Quatrième mémoire sur la faune ichthyologique de la Nouvelle-Guinée. Archives Néerlandaises de Sciences Naturelles, Haarlem 13 3 p. 35-66.